# Hiến pháp Luxembourg

Hiến pháp Luxembourg năm 1868

Hiến pháp Luxembourg là luật tối cao của Đại công quốc Luxembourg. Hiến pháp hiện đại được thông qua vào ngày 17 tháng 10 năm 1868.
Trong khi hiến pháp năm 1868 đánh dấu một sự thay đổi căn bản trong giải quyết hiến pháp của Luxembourg, về mặt kỹ thuật, đây là một bản sửa đổi của hiến pháp ban đầu. Hiến pháp ban đầu đó được ban hành vào ngày 12 tháng 10 năm 1841, có hiệu lực vào ngày 1 tháng 1 năm 1842, và được sửa đổi phần lướn vào ngày 20 tháng 3 năm 1848, và một lần nữa vào ngày 27 tháng 11 năm 1856.

## Danh sách sửa đổi

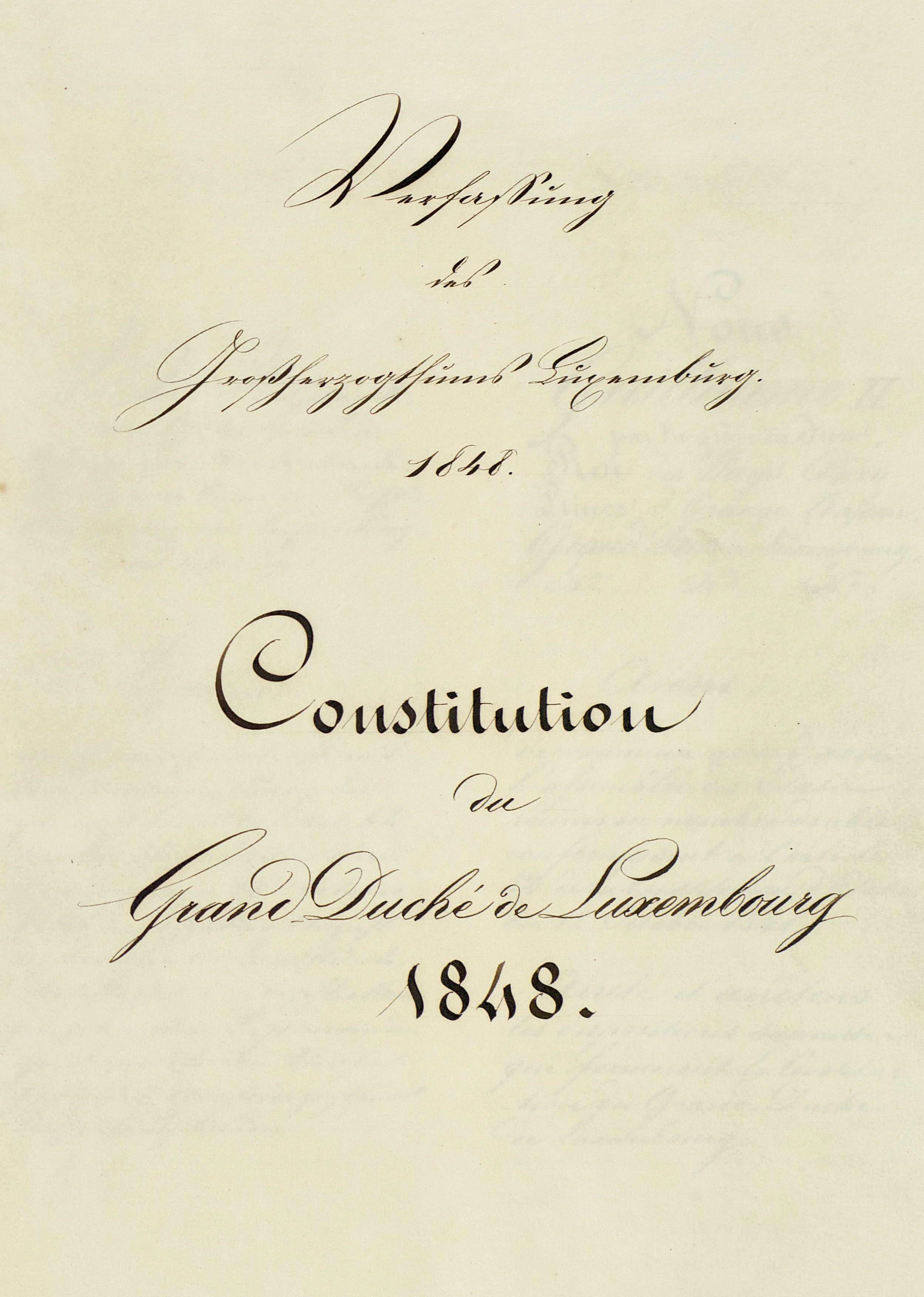
Trang tiêu đề của Hiến pháp năm 1848.

- Ngày 15 tháng 5 năm 1919 - Chủ quyền quốc gia được chuyển từ quốc vương sang quốc gia (tiếng Pháp: La puissance souveraine réside dans la Nation) (Điều 32). Quyền hạn của nhà vua trong việc chỉ huy các lực lượng vũ trang và ký kết các hiệp ước đã được tái khẳng định, với điều kiện hiệp ước không được giữ bí mật và Hạ viện đã phê chuẩn nó (Điều 37). Tất cả các thay đổi đối với lãnh thổ của Luxembourg đều phải được luật pháp phê chuẩn (Điều 37).[6]
- Ngày 28 tháng 4 năm 1948 - Đại công quốc được định nghĩa là một 'quốc gia tự do, độc lập và không thể chia cắt' (tiếng Pháp: un État libre, indépendant et indivisible), xóa bỏ tham chiếu đến và do đó chấm dứt tính trung lập chính trị lâu đời của nó (Điều 1).[7]
- Ngày 6 tháng 5 năm 1948 - Quy định về việc sử dụng ngôn ngữ trong các vấn đề pháp lý và tư pháp được quy định bởi luật, thay vì yêu cầu đối xử bình đẳng giữa tiếng Pháp và tiếng Đức (Điều 29).[8]
- Ngày 15 tháng 5 năm 1948 - Quyền tự do bị hạn chế đối với người dân Luxembourg sống ở Luxembourg, trên 21 tuổi và có đầy đủ các quyền chính trị của họ, trong khi các ứng cử viên bắt buộc phải từ 25 tuổi (Điều 52).[9]
- Ngày 21 tháng 5 năm 1948 - [10]
- 27 tháng 7 năm 1956 - [11]
- 25 tháng 10 năm 1956 - [12]
- 27 tháng 1 năm 1972 - [13]
- 13 tháng 6 năm 1979 - [14]
- Ngày 25 tháng 11 năm 1983 - [15]
- 20 tháng 12 năm 1988 - [16]
- 31 tháng 3 năm 1989 - [17]
- 20 tháng 4 năm 1989 - [18]
- 13 tháng 6 năm 1989 - [19]
- 16 tháng 6 năm 1989 - [20]
- 19 tháng 6 năm 1989 - [21]
- 23 tháng 12 năm 1994 - [22]
- 12 tháng 7 năm 1996 - [23]
- 12 tháng 1 năm 1998 - [24]
- 29 tháng 4 năm 1999 - [25]
- Ngày 2 tháng 6 năm 1999 - [26]
- Ngày 8 tháng 8 năm 2000 - [27]
- 18 tháng 2 năm 2003 - [28]
- Ngày 19 tháng 12 năm 2003 - [29]
- Ngày 26 tháng 5 năm 2004 - [30]
- Ngày 19 tháng 11 năm 2004 - [31]
- Ngày 21 tháng 6 năm 2005 - [32]
- Ngày 1 tháng 6 năm 2006 - [33]
- Ngày 13 tháng 7 năm 2006 - [34]
- 29 tháng 3 năm 2007 - [35]
- Ngày 24 tháng 10 năm 2007 - [36]
- Ngày 31 tháng 3 năm 2008 - [37]
- 23 tháng 10 năm 2008 - [38]
- Ngày 12 tháng 3 năm 2009 - Vị quân chủ chỉ ban hành, không phê duyệt/ủy quyền, luật [39]
- Ngày 18 tháng 10 năm 2016 - [40]